# ميسو
ميسو (باليابانية: 味噌) هو نوع من التوابل اليابانية يحضر من تخمير الصويا, أو الرز أو الشعير مع الملح ورشاشية أوريزه وأشهر الأنواع يصنع من الصويا. ويقسم إلى عدة أنواع : ميسو الشعير، ميسو الأرز، ميسو الصويا، ميسو الأبيض (الحلو).
ويقسم من حيث فترة تحضيره إلى :
_ميسو صغير عمره 6 أشهر.
_مسزو وسط عمره 18 شهرا.
_ميسو معمر عمره 36 شهرا.
ويعتبر الميسو من الأصناف المتبلة المميزة في الشرق الأقصى ومنه انتشر للعالم أجمع.

## الأنواع والاستخدامات
تشمل الأنواع الرئيسية منه: ميسو الشعير (موجي) وفول الصويا (هاتشو) والأرز الكامل (زنماي). يمكن تصنيف الميسو حسب نوع الملت المستخدم مثل ملت الأرز والشعير وفول الصويا. كما يمكن تصنيفه حسب الألوان: الأحمر والأبيض والبني. والنوع البني الذي يميل لونه إلى البني الفاتح هو المتوفر بشكل كبير في الأسواق.
- شينشو ميسو هو واحد من أنواع الميسو البني الأكثر شهرة. ويستمد اسمه من منطقة شينشو حيث صنع لأول مرة والمعروفة حاليا باسم محافظة ناغانو ويصنع باستخدام الأرز المملت ويعرف بلونه الذهبي وطعمه المالح.

- سايكيو ميسو فهو نوع من الميسو الأبيض يعود أصله إلى كيوتو ويتميز بلونه السمني اللامع ونكهته الحلوة الخفيفة جدا. الميسو الأبيض ينضج عموما في ظرف 20 يوم على الأقل وهي مدة قصيرة مقارنة بباقي الأنواع التي تترك شهورا لتنضج مما يتسبب في تغير لونها إلى ألوان أغمق.

يمكن استخدام الميسو في أطباق متنوعة غير شوربة الميسو، فيمكن استخدامه في سلق السمك وفي الشوربات التي تطهى مع أنواع كثيرة من المقادير على المائدة وكذلك يمكن مزجه مع الخل لتتبيل المأكولات البحرية والخضروات.

## فوائده
يحتوي الميسو على أنزيمات تسهل عملية الهضم وتقوي الدم، وهو غني بالبروتين والفيتامين B والمعادن، لذلك يستعمل في علاج سرطان الثدي وأمراض القلب والأمراض الناتجة عن التعرض للإشعاع كما يستخدم أيضاً كلصقة طبية للجروح الصغيرة والحروق.

## السعرات الحرارية
السعرات الحرارية الموجودة في 100 غ منه :198 سعرة حرارية.